# The Superior Spider-Man
The Superior Spider-Man (Homem-Aranha Superior) é uma série de quadrinhos de super-herói publicada pela Marvel Comics, que decorreu entre Janeiro de 2013 a Novembro de 2014. A série foi escrita por Dan Slott com arte de Ryan Stegman, Humberto Ramos, e Giuseppe Camuncoli. O enredo consiste em um reformado Otto Octavius que assumiu o corpo de Peter Parker. Sendo afetado pelas memórias de Peter, determina-se a ser um melhor Homem-Aranha do que Peter foi, e um homem melhor do que Otto Octavius. 
O título substituiu a longa série The Amazing Spider-Man, após a conclusão da história "Último desejo", como a revista principal do Homem-Aranha. Superior Spider-Man também atravessa outros títulos como Avenging Spider-Man e o seu substituto Superior Spider-Man Team-Up, bem como muitos outros títulos da Marvel. A série terminou com a edição de número 31, que determinou o destino da mente de Otto Octavius, e foi seguido pelo próximo volume de The Amazing Spider-Man, em que Peter Parker recuperou o seu corpo e o manto do Homem-Aranha.
Em maio de 2014, foi anunciado que a série iria retornar para duas edições adicionais (32 e 33) que preenchem uma lacuna deixada pela enredo anterior, bem como levar ao enredo do arco "Spider-Verse". Elas foram lançadas em agosto de 2014.

## História da publicação
A Marvel Comics primeiro brincou ao anunciar The Superior Spider-Man em setembro de 2012, através da divulgação de uma imagem com a palavra Superior, sem a equipe criativa. Um curto período de tempo antes da New York Comic-Con 2012, a Marvel lançou um novo teaser, desta vez com a equipe criativa de Dan Slott, Ryan Stegman, Humberto Ramos e Giuseppe Camuncoli. Uma semana depois, um novo título centrado no Homem-Aranha foi anunciado chamado de Superior Spider-Man.

## Anuais
Dois anuais do Superior Spider-Man foram publicados durante a execução da série. O primeiro foi escrito por Christos Gage e desenhada por Javier Rodriguez e Álvaro Lopez. Envolveu o Homem-Aranha lutando contra Blakout após o último ter sequestrado a tia May.
O segundo anual, escrito por Christos Gage e desenhado por Javier Rodriguez, é focado no relacionamento de Phil Urich com seu tio, Ben Urich.

## Recepção
Inicialmente, quando foi anunciado que a Marvel iria matar Peter Parker e seu corpo seria tomado pelo Doutor Octopus, os fãs da série quase universalmente criticaram a ideia. No entanto, à medida que a série avançava, muitos críticos foram elogiando pela nova abordagem inteligente e escrita, bem como a arte da história e novos personagens.[carece de fontes?]

## Edições de colecionador

### Softcover
| Título                                                 | Material coletado | Ano                 | ISBN           |
| ------------------------------------------------------ | --- | ------------------- | -------------- |
| Superior Spider-Man, Vol. 1: Meu Pior Inimigo          | Superior Spider-Man #1-5 | Junho 2013          | 978-0785167044 |
| Superior Spider-Man, Vol. 2: Mente Conturbada          | Superior Spider-Man #6-10 | Setembro 2013       | 978-0785167051 |
| Superior Spider-Man, Vol. 3: Sem Saída                 | Superior Spider-Man #11-16 | De dezembro de 2013 | 978-0785184720 |
| Superior Spider-Man, Vol. 4: Mal Necessário            | Superior Spider-Man #17-21 | Fevereiro 2014      | 978-0785184737 |
| Superior Spider-Man, Vol. 5: Venom Superior            | Superior Spider-Man #22-26, Annual #1                                                                                          | Abril 2014          | 978-0785187967 |
| Superior Spider-Man, Vol. 6: Nação Duende              | Superior Spider-Man #27-31, Anual #2                                                                                           | Julho 2014          | 978-0785187974 |
| Amazing Spider-Man, Vol. 2: Prelúdio para Aranha-Verso | Superior Spider-Man #32-33, Incrível Homem-Aranha Vol. 3 #7-8 e material do Free Comic Book Day 2014 (Guardiões da Galáxia) #1 | Janeiro 2015        | 978-0785187981 |

### Capa dura
| Título                               | Material coletado | Ano           | ISBN           |
| ------------------------------------ | --- | ------------- | -------------- |
| Superior Homem-Aranha Vol. 1         | Amazing Spider-Man #698-700, Superior Spider-Man #1-5 | Setembro 2013 | 978-0785185215 |
| Superior Homem-Aranha Vol. 2         | Superior Spider-Man #6-16 | Abril 2014    | 978-0785154488 |
| Superior Homem-Aranha Vol. 3         | Superior Spider-Man #17-31, Annual #1, 2 | Março de 2015 | 978-0785193951 |
| Amazing Spider-Man: Spider-Versículo | Superior Spider-Man #32-33, Incrível Homem-Aranha Vol. 3 #7-15, Free Comic Book Day 2014: Guardiões da Galáxia, Spider-Verso #1, -Aranha Versículo Team-Up #1-3, Escarlate Aranhas #1-3, Spider-Woman #1-3, Homem-Aranha 2099 Vol. 2 #6-8 | Abril 2015    | 978-0785190356 |